# Otto Didrik Schack (1882-1949)
 Der er flere personer med dette navn, se Otto Didrik Schack.
Otto Didrik lensgreve Schack (født 11. januar 1882 på Schackenborg, død 28. januar 1949 sammesteds) var en dansk lensbesidder og amtmand, bror til Christian Schack og Erik H. Schack.

## Indsats for et dansk Sønderjylland
Han var søn af Hans greve Schack og hustru Henny Louise Vilhelmine født komtesse Lerche og arvede i 1905 Grevskabet Schackenborg og det Seekamp'ske Fideikommis, som i 1924 blev afløst efter at være blevet indlemmet i Danmark ved genforeningen i 1920.
Schack blev i 1902 student fra gymnasiet Katharineum i Lübeck og var fra 1905 til 1921 et af to danske medlemmer af Tønder Kredsdag. Først sent blev Schack, som var vokset op i et hjem med helstatsværdier, bl.a. under indflydelse af hans sjællandske mors nationale sympatier, politisk vakt, og da den nationale kamp om jorden i Sønderjylland blussede op i årene op til 1. verdenskrig, begyndte Schack at kaste sin energi på denne sag. I 1912 blev kampen om jordens ejerskab skærpet fra tysk side, og som modsvar oprettede de dansksindede i 1913 foreningen Landeværnet for systematisk at kunne fastholde danskejet jord på dansksindedes hænder. Schack blev sekretær og kasserer for foreningen og blev 1914 medlem af vælgerforeningens tilsynsråd, der var de dansksindede sønderjyders primære politiske talerør. Da 1. verdenskrig brød ud 1914, blev Schack sammen med ca. 300 andre dansksindede arresteret og interneret i Flensborg. Men i modsætning til resten af gruppen, som blev sat på fri fod efter en måneds tid, blev Schack tilbageholdt til den 1. december 1914 under mistanke for landsforræderi.
Schack var fra 1919 til 1920 medlem af Tønder Kredsudvalg og af Provinslanddagen og 1919-20 formand for Nordslesvigsk Vælgerforening. Da spørgsmålet om afstemning i den 3. zone og om Flensborg splittede Vælgerforeningens tilsynsråd, undlod Schack at vælge side. Derfor måtte han i 1919 nedlægge sit mandat. Den gruppe, som ønskede Flensborg under dansk herredømme, forlod tilsynsrådet i protest, og i august 1919 valgte den tilbageværende gruppe Schack som formand. Forinden havde Schack dog sikret sig mandat til at kunne forhandle også med de udtrådte medlemmer. Fraktionerne blev ikke enige, men møderne kunne nu fortsætte, og genforeningen virkeliggøres. Ved festen på Dybbøl 11. juli 1920 var det Schack, som bød kong Christian X velkommen som ny landsherre.

## Landråd og amtmand
Allerede under krigen havde Schack gradvist fået et bedre forhold til de tysksindede medlemmer af kredsrådet og desuden en udmærket relation til den preussiske landråd, og i januar 1920 blev Schack derfor indsat af den internationale kommission som landråd over hele Tønder-kredsen. Vel vidende at hans distrikt bestod af både tysk- og dansksindede sørgede han for, at ro og orden blev opretholdt, og at begge nationaliteter kunne komme til deres ret ved afstemningen.
Da grænsen mellem Danmark og Tyskland var blevet fastlagt, blev Schack 1. maj 1920 konstitueret som amtmand over Tønder Amt, i hvilket embede han 1. november samme år fik officiel udnævnelse. Han var amtmand til sin død i 1949 og virkede for at afspænde relationerne mellem danske og tyske.

## Tillidshverv og hæder
Foran Amtmandspalæet i Tønder står et mindesmærke til minde for grev Schack, rejst i 1954. Inskriptionen lyder: "Lensgreve O. D. Schack til Schackenborg. / Amtmand over Tønder amt 1920-1949. / Frisind og retsind præged hans færd / Grænselandsfolket vil mindes hans værd / Nu og til sene tider."
I 1908 blev han udnævnt til dansk hofjægermester og i 1934 til kammerherre. Han blev Kommandør af 2. grad af Dannebrogordenen 11. juli 1920, Dannebrogsmand i 1930 og Kommandør af 1. grad 1943. Han bar også Kommandørkorset af Æreslegionen. Han var medlem af repræsentantskaberne for Nationalbanken fra 1920, for Hedeselskabet fra 1923, Nordisk Livsforsikrings-Aktieselskab og Nordisk Ulykkesforsikrings-Aktieselskab fra 1924 og formand for Tønder Landmandsbanks repræsentantskab fra 1927.

## Familieforhold
Han blev gift 15. november 1923 i Vedbæk Kirke med en fjern slægtning, Karin Maria Bertha Josephine von Schack (født 27. november 1889 i St. Goar, død 22. november 1960 i Tønder), datter af greve Christoph Ulrich Rudolf Gustav von Schack-Zülow (1853-1923) og Anna Maria Gertrud Schmitz (1855-1938).
Sønnen Hans greve Schack overtog grevskabet. En datter, Karin Birgitte Schack, blev hofdame.